# Ugo, conte di Parigi
Ugo, conte di Parigi és una òpera en dos actes de Gaetano Donizetti, sobre llibret de Felice Romani, estrenada el 13 de març de 1832 al Teatre La Scala de Milà.

## Context
Després de l'èxit de l'òpera Anna Bolena, estrenada al Teatre Carcano de Milà, Donizetti va tornar a La Scala, que li havia tancat les portes després del fracàs de l'estrena, deu anys enrere, de Chiara e Serafina.
La censura austrohongaresa no va aprovar la versió inicial de l'obra, que incloïa dos regicidis. Així, va modificaren gran mesura l'obra, deixant en l'ombra els personatges de Folco, el veritable dolent de l'obra, i d'Emma, vídua de Lotario i mare de Luigi. Fins i tot el nom del personatge Folco havia estat imposat per la censura, pel fet que el nom inicial del personatge, Carlo, coincidia amb el nom de Carles Lluís d'Àustria (duc de Teschen), germà de l'emperador austrohongarès Francesc I d'Àustria.
Seguint la moda italiana, l'obra conté un paper de travestí operístic, en aquest cas el personatge de Luigi, que Donizetti va escriure per a una cantant contralt. També d'acord amb els costums de l'època, l'estrena va incloure l'execució d'un ballet, en aquest cas amb música d'Antonio Cortesi.
L'estrena no va constituir un fracàs, com l'anterior precedent d'una estrena de Donizetti a La Scala, gràcies a la competent interpretació de la companyia de cant (Giuditta Pasta, Giulia Grisi i Domenico Donzelli), però no va superar les cinc representacions, malgrat tractar-se de la mateixa companyia (Pasta, Grisi, Donzelli i Negrini) de l'estrena de l'exitosa òpera Norma de Vincenzo Bellini, que havia estat estrenada el desembre de 1831. L'obra, després d'algunes reestrenes als anys quaranta del Ottocento, va caure en l'oblit, del que va ser rescatada en 2003 a Bèrgam, sota la direcció d'Antonino Fogliani, i el 2004 al Teatre Massimo Bellini de Catània.
Es va representar a Madrid, al Teatro de la Cruz, l'11 de setembre de 1839.

## Personatges
| Personatge                                     | Tessitura    | Intèrprets de l'estrena 13 de març de 1832 (Director:-) |
| ---------------------------------------------- | ------------ | ------------------------------------------------------- |
| Luigi V, rei de França                         | contralt     | Clorinda Corradi Pantanelli                             |
| Bianca, princesa d'Aquitània, promesa de Luigi | soprano      | Giuditta Pasta                                          |
| Ugo, comte de París                            | tenor        | Domenico Donzelli                                       |
| Adelia, germana de Bianca                      | soprano      | Giulia Grisi                                            |
| Folco di Angiò, príncep                        | baix         | Vincenzo Negrini                                        |
| Emma, vídua de Lotario i mare de Luigi         | mezzosoprano | Felicita Baillou-Hillaret                               |
| Cavallers, dames, criades, escuders, soldats   |              |                                                         |

## Argument
Lloc: Laon, capital de l'antic regne de França
Època: final del Segle IX

### Acte I
El regent Ugo lliura la corona a Luigi V, quan aquest arriba a la majoria d'edat. Folco di Angiò (Anjou) trama contra ell. Bianca d'Aquitània, promesa de Luigi, confesa a la seva germana Adelia el seu odi vers Luigi, i el seu amor vers Ugo. Adelia es troba desesperada, perquè ella també ama Ugo en secret. Quan el rei anuncia el seu consentiment al matrimoni entre Ugo i Adelia, aquesta es nega, i el rei, sospitant d'Ugo i gelós per causa de Bianca, el fa empresonar.

### Acte II
Ressonen les armes dels rebels, que alliberen Ugo per tal que vagi amb ells contra el rei, però Ugo es nega a trair a Luigi, demostrant la seva lleialtat. Luigi V li dona la mà d'Adelia, demanant perdó pels dubtes sobre la possible relació d'Ugo i Bianca. Aquesta, instigada per Folco, vol venjança. Just abans de la cerimònia del casament entre Ugo i Adelia, Bianca intenta enverinar la núvia i el nuvi. Llavors coneix a Emma, la mare del rei, que li demana que es calmi i els perdoni. En la seva desesperació, Bianca acaba bevent el verí.

## Canvis deguts a la censura
La censura va deixar sense contingut dramàtic l'obra, en suprimir la història de la vídua Emma, que havia matat el seu marit Lotario, mentre que Bianca, que odiava Luigi, esperava qualsevol excusa per matar-lo i escapar amb Ugo. Emma revela a Bianca que ella va matar Lotario, i Bianca troba un pretext per matar Luigi i després se suïcida. Emma mor també, commocionada pels esdeveniments.

## Discografia
| Any  | Papers (Bianca, Ugo, Luigi, Emma, Adelia, Folco)                                                              | Director, Orquestra i Cor                                                                    | Segell                                           |
| ---- | --- | -------------------------------------------------------------------------------------------- | ------------------------------------------------ |
| 1977 | Janet Price, Maurice Arthur, Della Jones, Eiddwen Harrhy, Yvonne Kenny, Christian Du Plessis                  | Alun Francis, New Philharmonia Orquestra i Cor Geoffrey Mitchell                             | LP: Opera Rara 1 (1978) CD:Obra Rara ORC1 (1990) |
| 2003 | Doina Dimitriu, Yasuharu (Yasu) Nakajima, Sim Tokyurek, Milijana Nikolic, Carmen Giannattasio, Dejan Vatchkov | Antonino Fogliani, Orquestra i Cor del Teatre Donizetti, Bèrgam. (Enregistrament en directe) | CD: Dynamic CDS 449/1-2                          |